# José María Fraustro Siller
José María Fraustro Siller (Saltillo, Coahuila; 30 de enero de 1955) es un político mexicano, miembro del Partido Revolucionario Institucional.  Fue Presidente Municipal de Saltillo, Coahuila del 1 de enero de 2022 al 31 de diciembre de 2024

## Biografía
Originario de Saltillo, está casado con Beatriz Eugenia Dávila Garza con quien tiene tres hijos.
Es Ingeniero Industrial y de Sistemas, Maestro en Administración de Finanzas por el Instituto Tecnológico de Estudios Superiores de Monterrey, además curso varios estudios en el extranjero.

## Trayectoria política
Director Fundador de la Facultad de Sistemas, Director de Asuntos Académicos y Rector por dos periodos en la Universidad Autónoma de Coahuila.
Subsecretario de Coordinación y Planeación y Oficial Mayor de la Secretaría de Educación Pública a Nivel Nacional.
Subsecretario de Educación Media Superior y Superior en el Estado de Nuevo León.
Secretario de Educación Pública en Coahuila.
Presidente de la Asociación de Profesionales y Técnicos, Presidente de la Fundación Colosio y actualmente es el presidente de la Asociación de Servidores y Exservidores Públicos Priistas, todas pertenecientes al Partido Revolucionario Institucional en Coahuila.
Diputado por el distrito 3 con cabecera en Saltillo, donde fue Presidente de la Junta de Gobierno del H. Congreso del Estado y Coordinador de la Bancada Priista en la LX legislatura.
Secretario de Gobierno (2017-2020) en la Administración 2017-2023, del Gobernador Miguel Ángel Riquelme Solís.